# Шиллинген
Шиллинген (нем. Schillingen) — община в Германии, в земле Рейнланд-Пфальц.
Входит в состав района Трир-Саарбург. Подчиняется управлению Келль-ам-Зее. Население составляет 1219 человек (на 31 декабря 2010 года). Занимает площадь 19,58 км².

## История
До конца XVIII века Шиллинген вместе с Вальдвайлером и половиной деревни Хеддерт был свободным имперским городом под суверенитетом главы Трирского собора. В 1794 году левый берег Рейна был захвачен французскими революционными войсками. С 1798 по 1814 год Шиллинген принадлежал кантону Хермескайл в департаменте Саар. По договорённостям, достигнутым на Венском конгрессе (1815), регион перешёл в Прусское королевство. Муниципалитет был закреплён за мэрией Келла в округе Трир, построенной в 1816 году, и входил в провинцию Рейн с 1822 года до конца Второй мировой войны.
Шиллинген является частью земли Рейнланд-Пфальц с 1946 года.